# Heinrich Müller (anatom)
Heinrich Müller (17. prosince 1820 Castell – 10. května 1864 Würzburg) byl německý anatom, který se zabýval především stavbou lidského oka.

## Život
Heinrich Müller studoval lékařství na univerzitách v Mnichově, Freiburgu, Heidelbergu, Würzburgu a Vídni. Z profesorů jej nejvíce ovlivnili Ignaz Döllinger (Mnichov), Friedrich Arnold (Freiburg), Jakob Henle (Heidelberg) a Carl von Rokitansky (Vídeň).
Müller habilitoval v roce 1847 na Univerzitě ve Würzburgu. Těžiště jeho práce spočívalo nejprve v patologické anatomii. Poté, co na univerzitu ve Würzburgu přišel v roce 1849 Rudolf Virchow, soustředil se Müller na topografickou a srovnávací anatomii. Od roku 1852 byl Heinrich Müller mimořádným profesorem anatomie, od roku 1858 pak řádným profesorem. Přednášel systematickou anatomii, histologii a mikroskopii.
Zemřel 10. května 1864 ve věku 43 let.

## Dílo
Ve svém výzkumu se Müller zabýval zejména anatomií oka. Původně mikroskopicky zkoumal orgány zraku zvířat, později se soustředil na lidské oko. Rozhodující měrou přispěl k poznání stavby oka a zrakového nervu. V roce 1851 objevil a popsal rodopsin. Kromě jiného objevil a popsal takzvané Müllerovy buňky v sítnici. Společně s Albrechtem von Graef, F. C. Dondersem, Williamem Bowmanem a Ferdinandem von Arlt patří k nejvýznamnějším oftalmologům 19. století. V roce 1860 byl Heinrich Müller zvolen členem Akademie věd Leopoldina.